# بیلی بوث (بازیکن فوتبال)
بیلی بوث (انگلیسی: Billy Booth; ۹ مهٔ ۱۸۸۶ – 1963 (aged 76)) بازیکن فوتبال اهل بریتانیا بود.
از باشگاه‌هایی که در آن بازی کرده‌است می‌توان به باشگاه فوتبال برایتون اند هوو آلبیون، باشگاه فوتبال وورتینگ، و باشگاه فوتبال شفیلد یونایتد اشاره کرد.
وی همچنین در تیم ملی فوتبال لیگ فوتبال جنوبی انگلستان بازی کرده‌است.